# Friedrich Ohmann
Friedrich Ohmann (Lviv, Ucrania, 21 de diciembre de 1858-Viena, 6 de abril de 1927) fue un arquitecto y profesor austríaco considerado como uno de los más importantes de su tiempo.

## Biografía
En 1877 llegó a Viena para realizar sus estudios en la Universidad Técnica con Heinrich von Ferstel y Karl König. Tras finalizar sus estudios, se matriculó en la Academia de Bellas Artes de Viena para completar su formación en literatura artística bajo la tutela de Friedrich von Schmidt. Todo ello le procuró un profundo conocimiento acerca de los estilos históricos de la arquitectura, los cuales se convirtieron en la base de toda su carrera.
Tras haber demostrado sus aptitudes, fue contratado como profesor suplente en la Universidad Técnica de Viena, siendo asistente de Charles King en la materia de Arquitectura Barroca.
En 1888 se trasladó a Praga, donde le habían ofrecido una plaza como profesor adjunto en la Escuela de Arte, de la que cuatro años después le nombrarían profesor titular. A partir de 1896 también impartió clases en la Academia de Arte y Arquitectura de esa misma ciudad y durante el tiempo que pasó en la capital de Bohemia llevó a cabo numerosos proyectos de restauración.
En 1898 regresó a Viena, siendo el encargado de desarrollar importantes proyectos como el control del río Danubio o la expansión del Hofburg y la conexión con la Biblioteca Nacional. Se involucró, desde el principio, en el grupo de la Secesión de Viena. En 1904 fue contratado en la Academia de Bellas Artes, y en ese periodo fue profesor de Dagobert Peche, Hugo Gorge, Oskar Wlach, Otto Polak-Hellwig o Siegfreid Theiss, entre otros. Su labor docente la compaginó con la actividad arquitectónica, llevando a cabo proyectos en otras ciudades como Karlsbad o Split.